# Deadliest Catch: Alaskan Storm
Deadliest Catch: Alaskan Storm — видеоигра, разработанная Liquid Dragon Studios и изданная Greenwave Games в 2008 году для консоли Xbox 360 и операционной системы Windows. Игра сделана по мотивам одноимённого шоу.

## Игровой процесс
Игровой процесс Alaskan Storm основан на телешоу «Смертельный улов». Вам предстоит ловить рыбу и крабов в Беринговом море, обходить ледники и айсберги, зарабатывать деньги, нанимать команду и совершенствовать свои суда на заработанные деньги.

## Релизы
Изначально игра должна была выйти на обеих платформах одновременно. Релиз игры был запланирован на апрель 2008 года. Однако позже версия для Xbox 360 вышла 17 июня 2008 года, а для ПК — 19 августа 2008 года.

## Отзывы
| Сводный рейтинг | Сводный рейтинг |
| Агрегатор       | Оценка          |
| --------------- | --------------- |
| GameRankings    | 55,92 %         |

Deadliest Catch: Alaskan Storm получил разные отзывы, например, достаточно достойный рейтинг 6,4 от IGN, ужасные 4,0 балла от GameSpot, и 56 баллов из 100 от Metacritic.